# Declaración del Milenio
La Declaración del milenio  es una declaración acordada por Jefes de Estado y de Gobierno, reunidos en la sede de Naciones Unidas en Nueva York, Estados Unidos el 8 de septiembre de 2000, mediante la cual se reafirmó la fe en la Organización y en su Carta como cimientos indispensables de un mundo más pacífico, más próspero y más justo. Reafirmaron su adhesión a los propósitos y principios de la Carta de las Naciones Unidas, que han demostrado ser intemporales y universales.
En aquella reunión se afirmó:

Estamos decididos a establecer una paz justa y duradera en todo el mundo, de conformidad con los propósitos y principios de la Carta. Reafirmamos nuestra determinación de apoyar todos los esfuerzos encaminados a hacer respetar la igualdad soberana de todos los Estados, el respeto de su integridad territorial e independencia política; la solución de los conflictos por medios pacíficos y en consonancia con los principios de la justicia y del derecho internacional; el derecho de libre determinación de los pueblos que siguen sometidos a la dominación colonial y la ocupación extranjera; la no injerencia en los asuntos internos de los Estados; el respeto de los derechos humanos y las libertades fundamentales; el respeto de la igualdad de derechos de todos, sin distinciones por motivo de raza, sexo, idioma o religión, y la cooperación internacional para resolver los problemas internacionales de carácter económico, social, cultural o humanitario.

## Valores y principios
- La libertad. Los hombres y las mujeres tienen derecho a vivir su vida y a criar a sus hijos con dignidad y libres del hambre y del temor a la violencia, la opresión o la injusticia. La mejor forma de garantizar esos derechos es contar con gobiernos democráticos y participativos basados en la voluntad popular.

- La igualdad. No debe negarse a ninguna persona ni a ninguna nación la posibilidad de beneficiarse del desarrollo. Debe garantizarse la igualdad de derechos y oportunidades de hombres y mujeres.

- La solidaridad. Los problemas mundiales deben abordarse de manera tal que los costos y las cargas se distribuyan con justicia, conforme a los principios fundamentales de la equidad y la justicia social. Los que sufren, o los que menos se benefician, merecen la ayuda de los más beneficiados.

- La tolerancia. Los seres humanos se deben respetar mutuamente, en toda su diversidad de creencias, culturas e idiomas. No se deben temer ni reprimir las diferencias dentro de las sociedades ni entre éstas; antes bien, deben apreciarse bienes de la humanidad. Se debe promover activamente una cultura de paz y diálogo entre todas las civilizaciones.

- El respeto de la naturaleza. Es necesario actuar con prudencia en la gestión y ordenación de todas las especies vivas y todos los recursos naturales, conforme a los preceptos del desarrollo sostenible. Sólo así podremos conservar y transmitir a nuestros descendientes las inconmensurables riquezas que nos brinda la naturaleza. Es preciso modificar las actuales pautas insostenibles de producción y consumo en interés de nuestro bienestar futuro y en el de nuestros descendientes.

- Responsabilidad común. La responsabilidad de la gestión del desarrollo económico y social en el mundo, lo mismo que en lo que hace a las amenazas que pesan sobre la paz y la seguridad internacionales, debe ser compartida por las naciones del mundo y ejercerse multilateralmente. Por ser la organización más universal y más representativa de todo el mundo, Naciones Unidas deben desempeñar un papel central a ese respecto.

## Decisiones
- Consolidar el respeto del imperio de la ley en los asuntos internacionales y nacionales y, en particular, velar por que los Estados Miembros cumplan las decisiones de la Corte Internacional de Justicia, con arreglo a la Carta de las Naciones Unidas, en los litigios en que sean partes.

- Aumentar la eficacia de las Naciones Unidas en el mantenimiento de la paz y de la seguridad, dotando a la Organización de los recursos y los instrumentos que necesitan en sus tareas de prevención de conflictos, resolución pacífica de controversias, mantenimiento de la paz, consolidación de la paz y reconstrucción después de los conflictos.

- Fortalecer la cooperación entre las Naciones Unidas y las organizaciones regionales.

- Velar por que los Estados Partes apliquen los tratados sobre cuestiones tales como el control de armamentos y el desarme, el derecho internacional humanitario y el relativo a los derechos humanos, y pedir a todos los Estados que consideren la posibilidad de suscribir y ratificar el Estatuto de Roma de la Corte Penal Internacional.

- Adoptar medidas concertadas contra el terrorismo internacional y adherirnos cuanto antes a todas las convenciones internacionales pertinentes.

- Redoblar nuestros esfuerzos para poner en práctica nuestro compromiso de luchar contra el problema mundial de la droga.

- Intensificar nuestra lucha contra la delincuencia transnacional en todas sus dimensiones, incluidos la trata y el contrabando de seres humanos y el blanqueo de dinero.

- Reducir al mínimo las consecuencias negativas que las sanciones económicas impuestas por las Naciones Unidas pueden tener en las poblaciones inocentes.

- Esforzarnos por eliminar las armas de destrucción en masa, en particular las armas nucleares, y mantener abiertas todas las opciones para alcanzar esa meta, incluida la posibilidad de convocar una conferencia internacional para determinar formas adecuadas de eliminar los peligros nucleares.

- Adoptar medidas concertadas para poner fin al tráfico ilícito de armas pequeñas y armas ligeras, en particular dando mayor transparencia a las transferencias de armas y respaldando medidas de desarme regional, teniendo en cuenta todas las recomendaciones de la Conferencia de las Naciones Unidas sobre Comercio Ilícito de Armas Pequeñas y Ligeras.

- Pedir a todos los Estados que consideren la posibilidad de adherirse a la Convención sobre la prohibición del empleo, almacenamiento, producción y transferencia de minas antipersonales y sobre su destrucción, así como al Protocolo enmendado relativo a las minas de la Convención sobre armas convencionales.

## Objetivos
A raíz de la Declaración se definieron los siguientes objetivos:
- Objetivo 1: Erradicar la pobreza extrema y el hambre.
- Objetivo 2: Lograr la enseñanza primaria universal.
- Objetivo 3: Promover la igualdad entre los géneros y la autonomía de la mujer.
- Objetivo 4: Reducir la mortalidad infantil.
- Objetivo 5: Mejorar la salud materna.
- Objetivo 6: Combatir el VIH/SIDA, el paludismo y otras enfermedades.
- Objetivo 7: Garantizar la sostenibilidad del medio ambiente.
- Objetivo 8: Fomentar una asociación mundial para el desarrollo.